# Ol' '55
Ol' '55 è il singolo di debutto del musicista statunitense Tom Waits, pubblicato nel 1973. Secondo AllMusic, Ol' '55, fra le prime canzoni scritte dal cantautore, è una delle più pregevoli e mostra gran parte di ciò che fa di Tom Waits un grande artista.

## Tracce
1. Ol' '55 (mono) – 3:55
2. Ol' '55 (stereo) – 3:55

## Cover
Nel corso degli anni, il brano è stato reinterpretato da numerosi artisti:
- Nel 1974, gli Eagles inserirono una cover del brano nell'album On the Border.
- Sempre nel 1974, Iain Matthews (cantante dei Fairport Convention) inserì una cover del brano nell'album Some Days You Eat the Bear.
- Nel 1975, Eric Andersen inserì una cover del brano nell'album Be True to You.
- Nel 1980, Richie Havens inserì una cover del brano nell'album Connections.
- Nel 1994, Sarah McLachlan inserì una cover del brano nell'album The Freedom Sessions.
- Nel 1999, i K's Choice inserirono una cover del brano nell'album Extra Cocoon.
- Nel 2009, Sass Jordan inserì una cover del brano nell'album From Dusk 'Til Dawn.
- Il 18 luglio 2010, i Gov't Mule reinterpretarono il brano in un concerto presso Charlotte.